# Sphaeroniscus frontalis
Sphaeroniscus frontalis är en kräftdjursart som beskrevs av Richardson1912. Sphaeroniscus frontalis ingår i släktet Sphaeroniscus och familjen Scleropactidae. Inga underarter finns listade i Catalogue of Life.